# Eupanacra birmanica
Eupanacra birmanica är en fjärilsart som beskrevs av Felix Bryk 1944. Eupanacra birmanica ingår i släktet Eupanacra och familjen svärmare. Inga underarter finns listade i Catalogue of Life.